# 고아초등학교
고아초등학교는 대한민국 경상북도 구미시 고아읍 관심리에 있는 공립 초등학교다.

## 학교 연혁
| 1929년 | 9월 10일 | 고아공립보통학교로 설립인가                   |
| 1938년 | 4월 1일  | 고아공립심상소학교로 교명 변경                |
| 1941년 | 4월 1일  | 고아공립국민학교로 교명 변경                  |
| 1981년 | 3월 1일  | 병설유치원 개원                               |
| 1996년 | 3월 1일  | 고아초등학교로 교명 변경                      |
| 1999년 | 9월 1일  | 대방초등학교 통폐합                           |
| 2016년 | 2월 19일 | 제83회 졸업, 졸업생수 8,600명                 |
| 2016년 | 3월 1일  | 초등 16학급 330명, 병설유치원 3학급 47명 편성 |
| 2016년 | 3월 1일  | 제27대 신태철 교장 부임                       |
| 2017년 | 2월 17일 | 제84회 졸업, 졸업생수 8,662명                 |
| 2017년 | 3월 1일  | 초등 13학급 297명, 병설유치원 2학급 28명 편성 |

## 참고 자료
- 고아초등학교 - 한국교육학술정보원 학교알리미